# Salltius ruficeps
Salltius ruficeps is een keversoort uit de familie harige schimmelkevers (Cryptophagidae). De wetenschappelijke naam van de soort werd in 1880 gepubliceerd door Thomas Broun.